# Rhodamine

Squelette des rhodamines

Les rhodamines constituent une famille de composés organiques hétérotricycliques fluorescents basés sur la fluorone.
On compte dans cette famille la rhodamine 6G, la rhodamine B ou encore la rhodamine 123. Ces molécules sont utilisées comme colorants ainsi qu'en milieu amplificateur pour des lasers à colorants. Elles sont souvent aussi utilisées comme colorant traceur dans l'eau pour déterminer les volumes, débits et directions d'écoulement et de transport.
Il est facile et peu coûteux de les détecter avec des instruments appelés fluoromètres. Les colorants dits « rhodamines » sont utilisés abondamment dans des applications de biotechnologie telles que la microscopie à fluorescence, la cytométrie en flux, la spectroscopie de corrélation de fluorescence, l'ELISA.
Les rhodamines sont solubles dans l'eau, le méthanol et l'éthanol et sont en général toxiques

## Autres dérivés rhodamine
Il existe beaucoup de dérivés de rhodamine utilisés pour des usages multiples ; on peut citer par exemple la tétraméthylrhodamine (TAMRA) et son isothiocyanate (TRITC), la sulforhodamine 101 et son chlorure de sulfonyle le Texas Red, et la rhodamine Red. TRICT, une molécule construite sur le squelette rhodamine de base (3-désoxy-4,12-diamino-8-phényl-fluorone) fonctionnalisé par un groupe isothiocyanate (-N=C=S), est réactive vis-à-vis des groupements amine de protéines dans une cellule in vivo. La NHS-rhodamine, un succinimidyl-ester est un autre dérivé réactif vis-à-vis des amines.
D'autres dérivés de rhodamine incluent les tout nouveaux fluorophores comme les Alexa (fluor) (en) et les DyLight Fluor (en) qui ont été construits pour des applications chimiques et biologiques variées nécessitant une photostabilité accrue, plus de fluorescence, différentes caractéristiques spectrales ou différents groupes chimiques substituants.